# ستريموي
جزيرة ستريموي هي أكبر جزر فارو وأكثرها سكاناً، وبها تقع مدينة تورسهافن عاصمة الجزر، ويعني اسمها «جزيرة التيارات». وكغيرها من جزر أرخبيل فارو، تضم جزيرة ستريموي عدداً من النهيرات والبحيرات الصغيرة، ومعظم نباتاتها أعشاب، ويندر فيها وجود الأشجار.
يبلغ عدد سكان جزيرة ستريموي حوالي 23,693 نسمة، وهو ما يزيد عن 45% من تعداد سكان جزر فارو بأكملها. يعيش معظم هذا العدد في العاصمة تورسهافن. وتضم جزيرة ستريموي مقر الحكومة والميناء الرئيسي ومقر الجامعة والمركز التجاري لجزر فارو.

## معرض صور

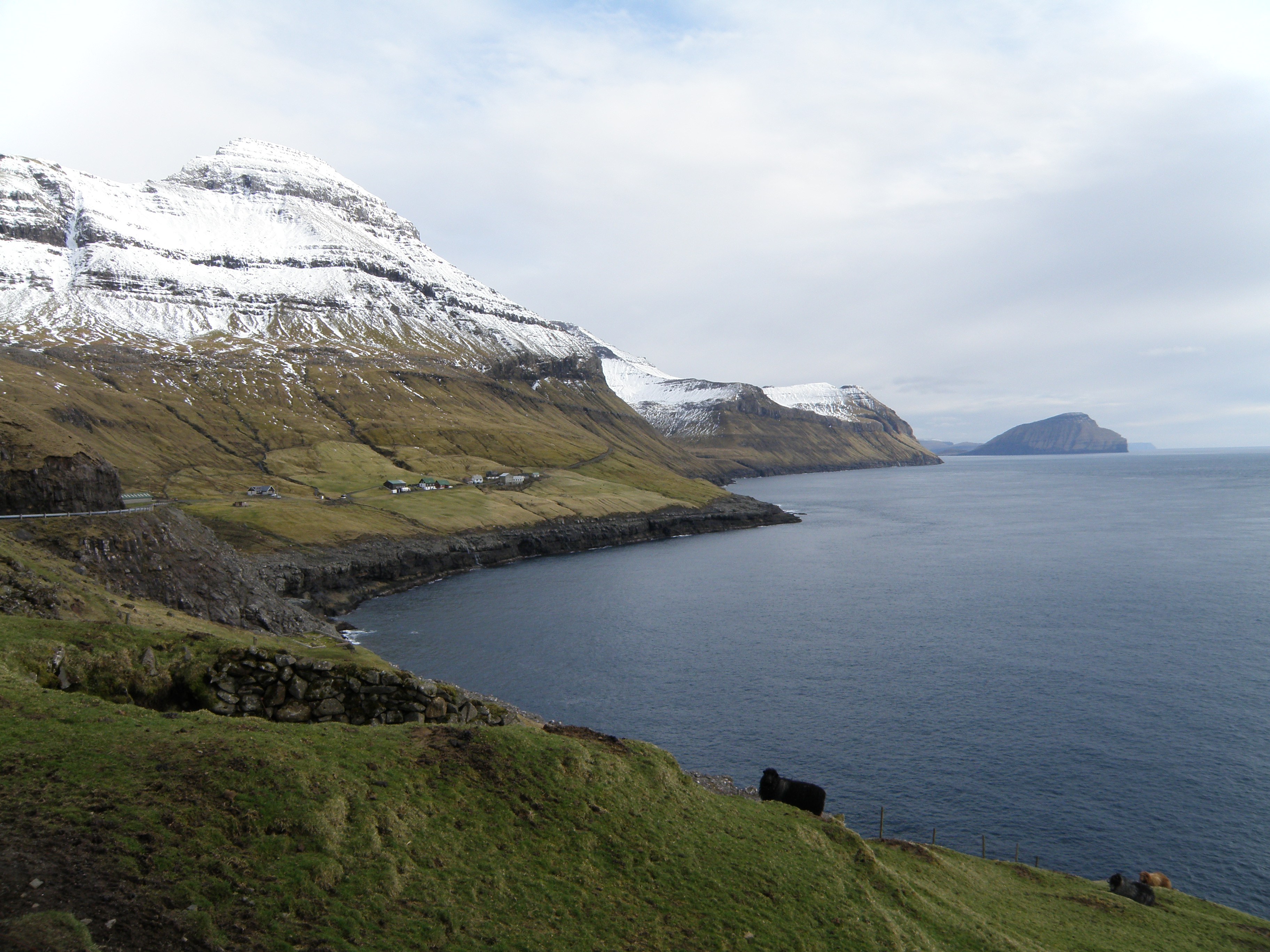
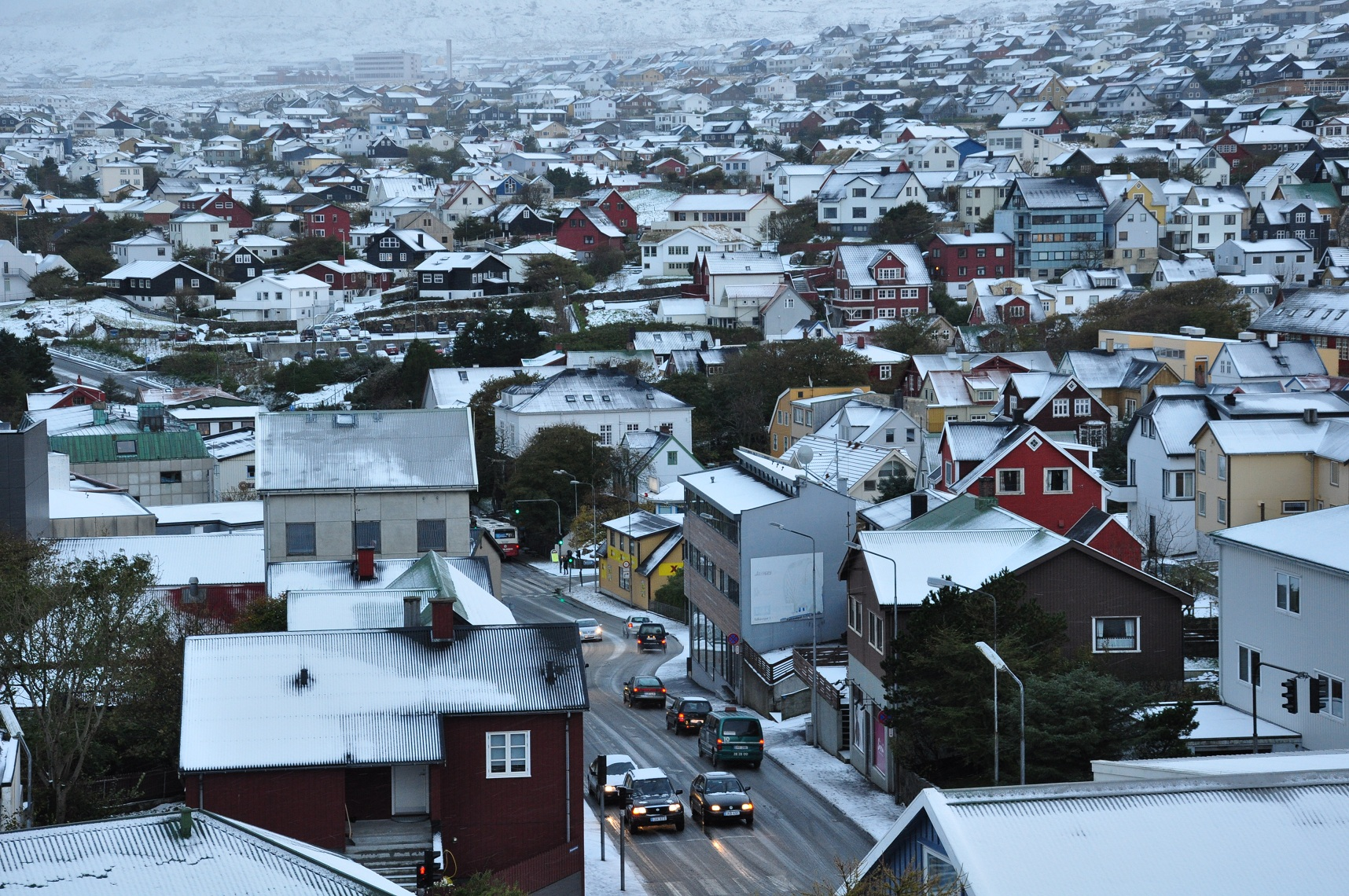
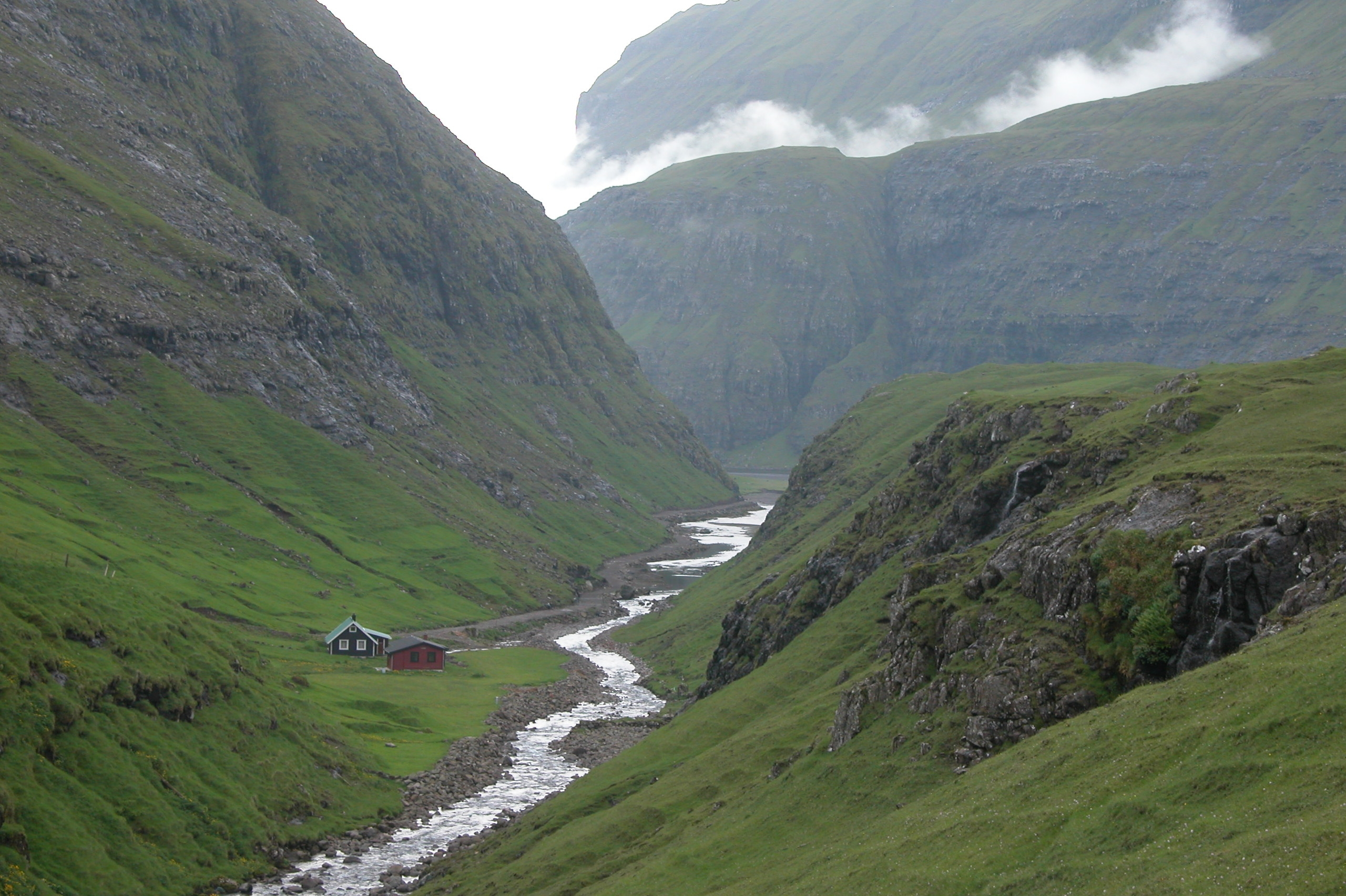
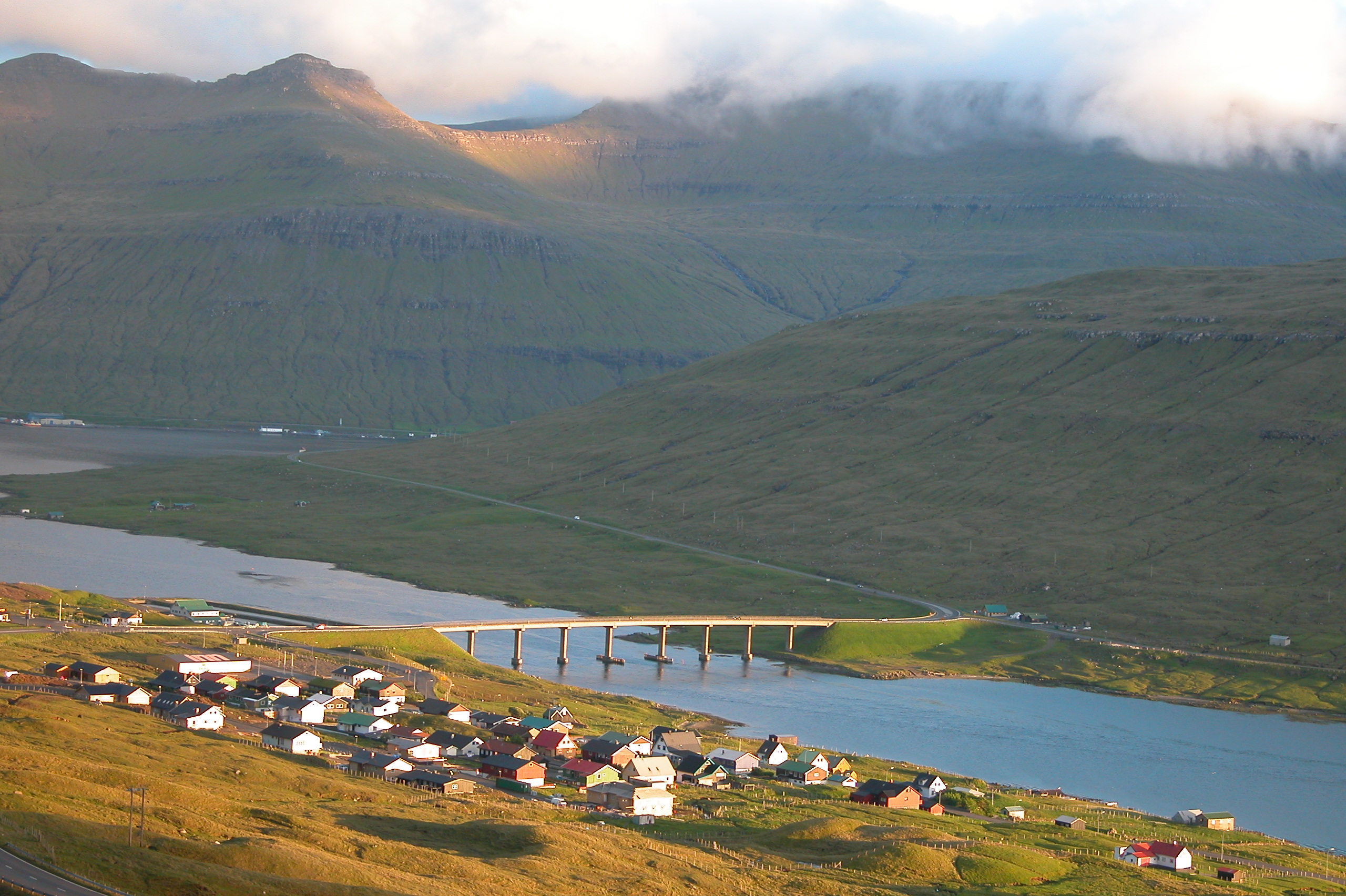
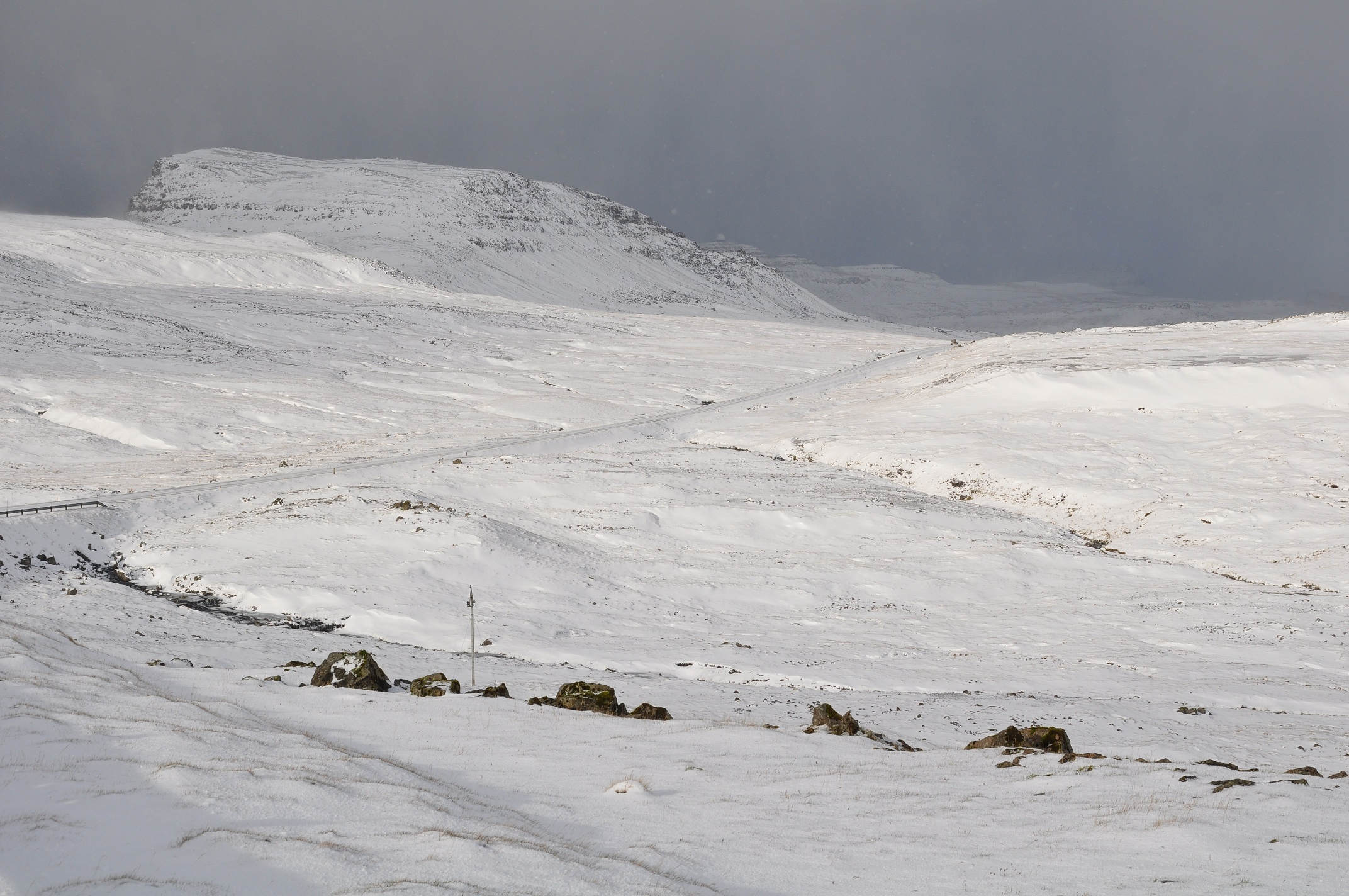